# فاكيندو فيغو غونزاليز
فاكيندو فيغو غونزاليز (بالإسبانية: Facundo Vigo)‏ (22 مايو 1999 في الأوروغواي - ) هو لاعب كرة قدم أوروغواني في مركز الوسط. لعب مع ريفر بليت.

## روابط خارجية
- فاكيندو فيغو غونزاليز على موقع قاعدة بيانات كرة القدم.إي يو (الإنجليزية)
- فاكيندو فيغو غونزاليز على موقع Soccerway.com (الإنجليزية)